# Kamer van volksvertegenwoordigers (samenstelling 1837-1841)
Dit artikel omvat de lijst van leden van de Belgische Kamer van volksvertegenwoordigers van 1837 tot 1841. De 3e legislatuur van de Kamer van volksvertegenwoordigers telde eerst 102 leden en later 98, liep van 5 oktober 1837 tot 2 april 1841 en volgde uit de verkiezingen van 13 juni 1837. Bij deze verkiezingen werden 51 van de 102 parlementsleden verkozen. Dit was het geval in de kieskringen Antwerpen, Turnhout, Mechelen, Brussel, Leuven, Nijvel, Brugge, Kortrijk, Veurne, Diksmuide, Oostende, Roeselare, Tielt, Ieper, Aarlen, Bastenaken, Marche, Virton, Luxemburg, Diekirch, Grevenmacher, Neufchâteau, Namen, Philippeville en Dinant.
In 1839 daalde het aantal verkozenen naar 98. Dit kwam omdat België bij het Verdrag van Londen de kieskringen Maastricht en Roermond terug moest geven aan Nederland. Ook de kieskringen Luxemburg, Diekirch en Grevenmacher moesten teruggeven worden aan Nederland, maar de verkozenen in deze kieskringen mochten nog tot 1841 in het parlement blijven zetelen.
Op 11 juni 1839 vonden tussentijdse verkiezingen plaats, waarbij 47 van de 98 parlementsleden verkozen werden. Dit was het geval in de kieskringen Gent, Eeklo, Sint-Niklaas, Aalst, Dendermonde, Oudenaarde, Charleroi, Bergen, Doornik, Aat, Thuin, Zinnik, Luik, Verviers, Hoei, Borgworm, Hasselt, Maaseik (een nieuwe kieskring ter vervanging van de oude kieskring Roermond) en Tongeren (een nieuwe kieskring ter vervanging van de oude kieskring Maastricht).
Het nationale kiesstelsel was in die periode gebaseerd op cijnskiesrecht, volgens een systeem van een meerderheidsstelsel, gecombineerd met een districtenstelsel. Iedere Belg die ouder dan 25 jaar was en een bepaalde hoeveelheid cijns betaalde, kreeg stemrecht. Hierdoor was er een beperkt kiezerskorps.
Tijdens deze legislatuur waren achtereenvolgens de unionistische regering-De Theux de Meylandt I (4 augustus 1834 tot 18 april 1840) en de liberale regering-Lebeau (18 april 1840 tot 13 april 1841) in functie.

## Zittingen
In de 3de zittingsperiode (1837-1841) vonden vier zittingen plaats. Van rechtswege kwamen de Kamers ieder jaar bijeen op de tweede dinsdag van november.
| Zitting                | Opening          | Sluiting      |
| ---------------------- | ---------------- | ------------- |
| 1ste zitting 1837-1838 | 5 oktober 1837   | 14 juni 1838  |
| 2de zitting 1838-1839  | 13 november 1838 | 6 juni 1839   |
| 3de zitting 1839-1840  | 12 november 1839 | 26 juni 1840  |
| 4de zitting 1840-1841  | 10 november 1840 | 13 april 1841 |

Tijdens de zitting 1838-1839 heeft de Regering Kamer en Senaat verdaagd van 4 tot 19 februari.

## Samenstelling
| Begin legislatuur (1837) | Begin legislatuur (1837) | Begin legislatuur (1837) | Einde legislatuur (1841) | Einde legislatuur (1841) | Einde legislatuur (1841) |
| Fractie                  | Fractie                  | Zetels                   | Fractie                  | Fractie                  | Zetels                   |
| ------------------------ | ------------------------ | ------------------------ | ------------------------ | ------------------------ | ------------------------ |
|                          | Katholieken              | 55                       |                          | Katholieken              | 49                       |
|                          | Liberalen                | 47                       |                          | Liberalen                | 49                       |

Wijzigingen in fractiesamenstelling:
- In 1839 overlijdt de katholiek Ignace Bekaert-Baeckelandt. Zijn opvolger wordt de liberaal Jean-Baptiste Van Cutsem.
- Na de goedkeuring van het Verdrag van Londen verdwijnen in 1839 drie katholieken en een liberaal uit de Kamer.
- Bij de tussentijdse verkiezingen van 1839 verliezen de katholieken een zetel ten voordele van de liberalen.
- In 1840 overlijdt de katholiek Werner de Merode. Zijn opvolger wordt de liberaal Gérard Buzen.

## Lijst van de volksvertegenwoordigers
| Volksvertegenwoordiger              | Partij    | Kieskring     | Opmerkingen |
| ----------------------------------- | --------- | ------------- | --- |
| Jean-Baptiste Smits                 | Katholiek | Antwerpen     | |
| Edouard Cogels                      | Katholiek | Antwerpen     | Vervangt vanaf 24 december 1839 Charles Liedts (Liberaal), die beslist om volksvertegenwoordiger voor het arrondissement Oudenaarde te blijven. De geloofsbrieven van Liedts werden op 13 november 1839 goedgekeurd, nadat hij was verkozen als opvolger van Frans Verdussen (Katholiek), die gemeentelijk ontvanger van de stad Antwerpen wordt. |
| François Ullens                     | Katholiek | Antwerpen     | |
| Charles Rogier                      | Liberaal  | Antwerpen     | |
| Charles Mast-De Vries               | Katholiek | Mechelen      | Secretaris van 18 november 1839 tot 11 november 1840. |
| François Polfvliet                  | Liberaal  | Mechelen      | |
| Jean de Perceval                    | Liberaal  | Mechelen      | |
| Pierre-Egide Peeters                | Katholiek | Turnhout      | Vervangt vanaf 20 november 1837 Charles Rogier (Liberaal), die volksvertegenwoordiger voor het arrondissement Antwerpen wordt. |
| Pierre-Jean Denef                   | Katholiek | Turnhout      | |
| Mathieu Leclercq                    | Liberaal  | Brussel       | Vervangt vanaf 11 november 1840 Jean-Pierre Willmar, die vleugeladjudant van koning Leopold I wordt. |
| Ferdinand de Meeûs                  | Liberaal  | Brussel       | |
| Pierre-Théodore Verhaegen           | Liberaal  | Brussel       | |
| Joseph Lebeau                       | Liberaal  | Brussel       | |
| Henri de Brouckère                  | Liberaal  | Brussel       | |
| Guillaume Van Volxem                | Liberaal  | Brussel       | |
| Jacques Coghen                      | Liberaal  | Brussel       | |
| Jean-Marie de Man d'Attenrode       | Katholiek | Leuven        | |
| Gérard Buzen                        | Liberaal  | Leuven        | Vervangt vanaf 14 november 1840 de overleden Werner de Merode (Katholiek). |
| Henri van den Hove                  | Katholiek | Leuven        | |
| Michel Van der Belen                | Katholiek | Leuven        | |
| Félix de Merode                     | Katholiek | Nijvel        | |
| Edouard Mercier                     | Liberaal  | Nijvel        | |
| Pierre Milcamps                     | Katholiek | Nijvel        | |
| Paul Devaux                         | Liberaal  | Brugge        | |
| Jean Maertens                       | Liberaal  | Brugge        | |
| Charles Coppieters Stochove         | Katholiek | Brugge        | |
| Ange Angillis                       | Liberaal  | Kortrijk      | |
| Felix de Mûelenaere                 | Katholiek | Kortrijk      | |
| Jean-Baptiste Van Cutsem            | Liberaal  | Kortrijk      | Vervangt vanaf 10 mei 1839 de overleden Ignace Bekaert-Baeckelandt (Katholiek). |
| François Donny                      | Liberaal  | Oostende      | |
| Pierre Morel-Danheel                | Katholiek | Diksmuide     | |
| Charles Dubois                      | Liberaal  | Veurne        | |
| Charles de Roo                      | Katholiek | Tielt         | |
| Léon de Foere                       | Katholiek | Tielt         | |
| Jacques Wallaert                    | Katholiek | Roeselare     | |
| Alexander Rodenbach                 | Katholiek | Roeselare     | |
| François de Langhe                  | Liberaal  | Ieper         | |
| Auguste de Florisone                | Katholiek | Ieper         | |
| Eugène De Smet                      | Katholiek | Aalst         | |
| François Van den Bossche            | Katholiek | Aalst         | |
| Antoine de Meer de Moorsel          | Katholiek | Aalst         | |
| Charles Liedts                      | Liberaal  | Oudenaarde    | Quaestor tot 18 april 1840. |
| Jean Thienpont                      | Katholiek | Oudenaarde    | |
| Jean-Marie de Villegas              | Liberaal  | Oudenaarde    | Vervangt vanaf 13 november 1839 Edouard De Jaegher (Katholiek), die bij de tussentijdse verkiezingen niet herkozen raakte. De Villegas is secretaris vanaf 11 november 1840. |
| Josse Delehaye                      | Liberaal  | Gent          | Vervangt vanaf 13 november 1839 Joseph-Olivier Andries (Katholiek), die bij de tussentijdse verkiezingen niet meer opkwam. |
| François Hye-Hoys                   | Katholiek | Gent          | |
| Ferdinand Manilius                  | Liberaal  | Gent          | |
| Henri Kervyn                        | Katholiek | Gent          | Secretaris tot 14 november 1838. |
| Léandre Desmaisières                | Katholiek | Gent          | |
| Joseph de Potter-Soenens            | Katholiek | Gent          | Vervangt vanaf 13 november 1839 Franz Vergauwen, die bij de tussentijdse verkiezingen niet meer opkwam. |
| Désiré Le Jeune                     | Katholiek | Eeklo         | Secretaris. |
| Albert van Hoobrouck de Fiennes     | Katholiek | Sint-Niklaas  | |
| Pierre-Joseph Cools                 | Liberaal  | Sint-Niklaas  | Vervangt vanaf 13 november 1839 Bernard Stas de Richelle (Katholiek), die bij de tussentijdse verkiezingen niet herkozen raakte. |
| Charles Vilain XIIII                | Katholiek | Sint-Niklaas  | Vervangt vanaf 13 november 1839 Constantin Rodenbach, die bij de tussentijdse verkiezingen niet meer opkwam. |
| Pierre de Decker                    | Katholiek | Dendermonde   | Vervangt vanaf 24 december 1839 Charles Desmet (Katholiek), wiens verkiezing ongeldig werd verklaard. Desmet zelf verving vanaf 14 november 1839 Hippolyte Vilain XIIII (Liberaal), die bij de tussentijdse verkiezingen niet herkozen raakte. |
| François van den Broucke de Terbecq | Katholiek | Dendermonde   | |
| Jean Pirmez                         | Liberaal  | Charleroi     | |
| Guillaume Dumont                    | Liberaal  | Charleroi     | Vervangt vanaf 13 november 1839 Auguste Frison, die bij de tussentijdse verkiezingen niet meer opkwam. |
| Hippolyte Lange                     | Liberaal  | Bergen        | Vervangt vanaf 13 november 1839 Gabriel Lecreps, die bij de tussentijdse verkiezingen niet meer opkwam. Lecreps verving vanaf 7 december 1837 Remi De Puydt, die volksvertegenwoordiger voor het arrondissement Diekirch werd. |
| Joseph Sigart                       | Liberaal  | Bergen        | Vervangt vanaf 10 mei 1839 Alexandre Gendebien, die uit ontevredenheid over de goedkeuring van het Verdrag van Londen ontslag neemt. |
| Hubert Dolez                        | Liberaal  | Bergen        | |
| Auguste Duvivier                    | Liberaal  | Zinnik        | |
| Bernard Amé du Bus de Gisignies     | Katholiek | Zinnik        | Secretaris tot 11 november 1840 en quaestor vanaf 11 november 1840. |
| Barthélémy Dumortier                | Katholiek | Doornik       | |
| François Louis Joseph Du Bus        | Katholiek | Doornik       | Ondervoorzitter. |
| Charles Doignon                     | Katholiek | Doornik       | |
| Pierre Trentesaux                   | Liberaal  | Doornik       | |
| Frédéric de Sécus                   | Katholiek | Aat           | Quaestor. |
| Adolphe Dechamps                    | Katholiek | Aat           | |
| Augustin Puissant                   | Liberaal  | Charleroi     | Vervangt vanaf 13 november 1839 Edouard Dequesne, die bij de tussentijdse verkiezingen niet meer opkwam. Dequesne zetelde in de Kamer voor het arrondissement Thuin, dat bij de tussentijdse verkiezingen een zetel verloor ten voordele van het arrondissement Charleroi.                                                                        |
| Louis Troye                         | Liberaal  | Thuin         | |
| Pierre-Joseph David                 | Liberaal  | Luik          | Zetelde tot de tussentijdse verkiezingen van 1839 in het arrondissement Hoei, dat een zetel verloor ten voordele van het arrondissement Luik. |
| Louis van den Steen de Jehay        | Katholiek | Hoei          | Vervangt vanaf 13 november 1839 Lambert Heptia (Liberaal), die bij de tussentijdse verkiezingen niet herkozen raakte. |
| Pierre Eloy de Burdinne             | Katholiek | Borgworm      | |
| Joseph-Stanislas Fleussu            | Liberaal  | Luik          | Vervangt vanaf 16 november 1839 Jérôme Keppene (Katholiek), die bij de tussentijdse verkiezingen niet herkozen raakte. |
| Jean Raikem                         | Katholiek | Luik          | Parlementsvoorzitter tot 8 juni 1839. |
| Noël Delfosse                       | Liberaal  | Luik          | Vervangt vanaf 3 februari 1840 de overleden Maximilien Lesoinne. Lesoinne zelf verving vanaf 16 november 1839 Antoine Ernst, die bij de tussentijdse verkiezingen niet meer opkwam. |
| Nicolas de Behr                     | Katholiek | Luik          | Ondervoorzitter vanaf 18 november 1839. |
| Pierre Lys                          | Liberaal  | Verviers      | Vervangt vanaf 13 november 1839 François Lardinois, die bij de tussentijdse verkiezingen niet herkozen raakte. |
| Grégoire Demonceau                  | Katholiek | Verviers      | |
| Barthélémy de Theux de Meylandt     | Katholiek | Hasselt       | |
| Lambert Raymaeckers                 | Liberaal  | Hasselt       | |
| Eugène Pollénus                     | Katholiek | Hasselt       | Zetelt tot 11 november 1839. |
| Jean Scheyven                       | Katholiek | Maaseik       | Scheyven was daarvoor tot 11 november 1839 volksvertegenwoordiger voor de kieskring Roermond en was secretaris vanaf 14 november 1838. |
| Nicolas de Longrée                  | Katholiek | Roermond      | Zetelt tot 11 november 1839. |
| Louis Beerenbroeck                  | Katholiek | Roermond      | Zetelt tot 11 november 1839. |
| Maximilien de Renesse               | Liberaal  | Tongeren      | De Renesse was daarvoor tot 11 november 1839 volksvertegenwoordiger voor de kieskring Maastricht en was tot 18 november 1839 secretaris, een ambt dat hij opnieuw uitoefende vanaf 11 november 1840. |
| Henri Simons                        | Katholiek | Tongeren      | Simons was tot 11 november 1839 volksvertegenwoordiger voor de kieskring Maastricht. |
| François Cornéli                    | Liberaal  | Maastricht    | Zetelt tot 11 november 1839. |
| Constant d'Hoffschmidt              | Liberaal  | Bastenaken    | Vervangt vanaf 16 november 1839 François d'Hoffschmidt, die uit ontevredenheid over de goedkeuring van het Verdrag van Londen ontslag neemt. |
| Jean-Baptiste Nothomb               | Liberaal  | Aarlen        | |
| Jean-Baptiste Jadot                 | Liberaal  | Marche        | |
| Léopold Zoude                       | Liberaal  | Neufchâteau   | |
| Edouard d'Huart                     | Liberaal  | Virton        | |
| Nicolas Berger                      | Liberaal  | Luxemburg     | |
| Remi De Puydt                       | Liberaal  | Diekirch      | |
| Charles Metz                        | Liberaal  | Grevenmacher  | |
| Georges de Baillet Latour           | Liberaal  | Philippeville | Vervangt vanaf 4 februari 1841 de overleden Pierre Seron. |
| François Pirson                     | Liberaal  | Dinant        | |
| Isidore Fallon                      | Katholiek | Namen         | Ondervoorzitter tot 18 november 1839 en parlementsvoorzitter vanaf 18 november 1839. |
| Jean-Baptiste Brabant               | Katholiek | Namen         | |
| Denis François de Garcia de la Véga | Katholiek | Namen         | Vervangt vanaf 13 november 1839 Pierre-Charles Desmanet de Biesme (Liberaal), die lid wordt van de Belgische Senaat. |